# Reggaetón en lo oscuro
«Reggaetón en lo Oscuro» es una canción del dúo puertorriqueño de reguetón Wisin & Yandel de su álbum Los Campeones del Pueblo. Coescribieron la canción con Luis O'Neill, José Torres y Jumbo, quien también la produjo con el dúo. Fue lanzado por Sony Music Latin el 25 de octubre de 2018. El sencillo fue un éxito comercial en toda América Latina. El video musical fue filmado en San Juan y lanzado el 30 de octubre de 2018.

## Posicionamiento

### Posicionamiento semanal
| Chart (2018-19)                     | Posición más alta |
| ----------------------------------- | ----------------- |
| Argentina (Argentina Hot 100)       | 39                |
| Bolivia (Monitor Latino)            | 18                |
| Chile (Monitor Latino)              | 10                |
| Colombia (National-Report)          | 64                |
| Ecuador (National-Report)           | 30                |
| Honduras (Monitor Latino)           | 10                |
| Puerto Rico (Monitor Latino)        | 1                 |
| Spain (PROMUSICAE)                  | 59                |
| US Hot Latin Songs (Billboard)      | 18                |
| US Latin Airplay (Billboard)        | 1                 |
| US Latin Rhythm Airplay (Billboard) | 1                 |
| Venezuela (National-Report)         | 16                |

### Posicionamiento anual
| Gráfico (2019)                 | Posición |
| ------------------------------ | -------- |
| US Hot Latin Songs (Billboard) | 57       |